# 阿尔米罗·贝尔加莫
阿尔米罗·贝尔加莫（義大利語：Almiro Bergamo，1912年9月20日—1994年7月4日），意大利男子赛艇运动员。他曾代表意大利参加1936年夏季奥林匹克运动会赛艇比赛，获得男子双人单桨有舵手银牌。